# Canton d'Enne et Alzou
Le canton d'Enne et Alzou est une circonscription électorale française du département de l'Aveyron, créée par le décret du 21 février 2014 et entrée en vigueur lors des élections départementales de 2015.

## Histoire
Un nouveau découpage territorial de l'Aveyron entre en vigueur en mars 2015, défini par le décret du 21 février 2014, en application des lois du 17 mai 2013 (loi organique 2013-402 et loi 2013-403). Les conseillers départementaux sont, à compter de ces élections, élus au scrutin majoritaire binominal mixte. Les électeurs de chaque canton élisent au Conseil départemental, nouvelle appellation du Conseil général, deux membres de sexe différent, qui se présentent en binôme de candidats. Les conseillers départementaux sont élus pour 6 ans au scrutin binominal majoritaire à deux tours, l'accès au second tour nécessitant 12,5 % des inscrits au premier tour. En outre la totalité des conseillers départementaux est renouvelée. Ce nouveau mode de scrutin nécessite un redécoupage des cantons dont le nombre est divisé par deux avec arrondi à l'unité impaire supérieure. En Aveyron, le nombre de cantons passe ainsi de 46 à 23. Le canton d'Enne et Alzou fait partie des vingt et un nouveaux cantons du département, deux cantons conservant leur dénomination (Saint-Affrique et Villefranche-de-Rouergue).

## Représentation
| Période élective | Période élective | Mandat | Mandat   | Identité          | Nuance | Nuance | Qualité                                                         |
| ---------------- | ---------------- | ------ | -------- | ----------------- | ------ | ------ | --------------------------------------------------------------- |
| 2015             | 2021             | 2015   | 2021     | Hélian Cabrolier  |        | DVG    | Médecin généraliste, conseiller municipal d'Aubin jusqu'en 2021 |
| 2015             | 2021             | 2015   | 2021     | Graziella Pierini |        | DVG    | Assistante sociale, Anglars-Saint-Félix                         |
| 2021             | 2028             | 2021   | en cours | Hélian Cabrolier  |        | DVG    | Conseiller sortant                                              |
| 2021             | 2028             | 2021   | en cours | Graziella Pierini |        | DVG    | Retraitée, conseillère sortante                                 |

### Résultats détaillés

#### Élections de mars 2015
À l'issue du premier tour des élections départementales de 2015, deux binômes sont en ballottage : Hélian Cabrolier et Graziella Pierini (DVG, 40,43 %) et Sabine Renaud et Dominique Rouquette (DVD, 29,99 %). Le taux de participation est de 57,64 % (6 181 votants sur 10 724 inscrits) contre 59,71 % au niveau départemental et 50,17 % au niveau national.
Au second tour, Hélian Cabrolier et Graziella Pierini (DVG) sont élus avec 59,23 % des suffrages exprimés et un taux de participation de 57,61 % (3 326 voix pour 6 178 votants et 10 724 inscrits).

#### Élections de juin 2021
Le premier tour des élections départementales de 2021 est marqué par un très faible taux de participation (33,26 % au niveau national). Dans le canton d'Enne et Alzou, ce taux de participation est de 39,83 % (4 128 votants sur 10 363 inscrits) contre 43,28 % au niveau départemental. À l'issue de ce premier tour, deux binômes sont en ballottage : Hélian Cabrolier et Graziella Pierini (DVG, 69,42 %) et Laurent Gineste et Angélique Thomas (DVG, 30,58 %).
Le second tour des élections est marqué une nouvelle fois par une abstention massive équivalente au premier tour. Les taux de participation sont de 34,3 % au niveau national, 39,56 % dans le département et 37,11 % dans le canton d'Enne et Alzou. Hélian Cabrolier et Graziella Pierini (DVG) sont élus avec 100 % des suffrages exprimés (3 053 voix pour 3 846 votants et 10 365 inscrits),,.

## Composition
Le nouveau canton d'Enne et Alzou est composé de onze communes.
| Nom                           | Code Insee | Intercommunalité          | Superficie (km2) | Population (dernière pop. légale) | Densité (hab./km2) | Modifier                                    |
| ----------------------------- | ---------- | ------------------------- | ---------------- | --------------------------------- | ------------------ | ------------------------------------------- |
| Aubin (bureau centralisateur) | 12013      | CC Decazeville Communauté | 27,23            | 3 465 (2022)                      | 127                | modifier les données · modifier les données |
| Anglars-Saint-Félix           | 12008      | CC du Pays Rignacois      | 22,22            | 918 (2022)                        | 41                 | modifier les données · modifier les données |
| Auzits                        | 12016      | CC du Pays Rignacois      | 24,34            | 813 (2022)                        | 33                 | modifier les données · modifier les données |
| Belcastel                     | 12024      | CC du Pays Rignacois      | 10,74            | 190 (2022)                        | 18                 | modifier les données · modifier les données |
| Bournazel                     | 12031      | CC du Pays Rignacois      | 16,35            | 325 (2022)                        | 20                 | modifier les données · modifier les données |
| Cransac-les-Thermes           | 12083      | CC Decazeville Communauté | 6,91             | 1 464 (2022)                      | 212                | modifier les données · modifier les données |
| Escandolières                 | 12095      | CC du Pays Rignacois      | 13,50            | 222 (2022)                        | 16                 | modifier les données · modifier les données |
| Firmi                         | 12100      | CC Decazeville Communauté | 29,13            | 2 333 (2022)                      | 80                 | modifier les données · modifier les données |
| Goutrens                      | 12111      | CC du Pays Rignacois      | 25,99            | 478 (2022)                        | 18                 | modifier les données · modifier les données |
| Mayran                        | 12142      | CC du Pays Rignacois      | 15,36            | 614 (2022)                        | 40                 | modifier les données · modifier les données |
| Rignac                        | 12199      | CC du Pays Rignacois      | 33,35            | 2 019 (2022)                      | 61                 | modifier les données · modifier les données |
| Canton d'Enne et Alzou        | 1206       |                           | 225,12           | 12 841 (2022)                     | 57                 | modifier les données                        |

## Démographie
En 2022, le canton comptait 12 841 habitants, en évolution de −2,79 % par rapport à 2016 (Aveyron : +0,37 %, France hors Mayotte : +2,11 %).
| 2013   | 2018   | 2022   |
| ------ | ------ | ------ |
| 13 394 | 13 198 | 12 841 |